# ديفيد أرمسترونغ (لاعب كرة قدم)
ديفيد أرمسترونغ (26 ديسمبر 1954 - 21 أغسطس 2022)، هو مونتير ولاعب كرة قدم بريطاني يلعب في مركز الوسط. شارك مع منتخب إنجلترا لكرة القدم. أما مع النوادي، فقد لعب مع نادي بورنموث ونادي ساوثهامبتون ونادي ميدلزبره.

## مسيرته الكروية
لعب ديفيد أرمسترونغ خلال مسيرته الاحترافية مع 3 أندية في سبعة عشر موسمًا وسجل خلالها 120 هدف ضمن 590 مباراة. ولم يفز بأي موسم بالكأس أو بالدوري.
خاض ديفيد أرمسترونغ مسيرته مع نادي ميدلزبره في موسم 1971–72 ليلعب معه عشرة مواسم، مشاركًا في 359 مباراة سجل خلالها 59 هدفًا. ثم انتقل إلى نادي ساوثهامبتون في موسم 1981–82 ليلعب معه ستة مواسم، حيث شارك في 222 مباراة سجل خلالها 59 هدفًا أيضًا. لينتقل بعدها إلى نادي بورنموث في موسم 1987–88 لمدة موسم واحد، مشاركًا في 9 مباريات سجل خلالها هدفين.

## وصلات خارجية
- ديفيد أرمسترونغ على موقع IMDb (الإنجليزية)
- ديفيد أرمسترونغ على موقع قاعدة بيانات كرة القدم.إي يو (الإنجليزية)
- ديفيد أرمسترونغ على موقع ناشيونال فوتبول تيمز (الإنجليزية)